# II. třída okresu Znojmo
 II. třída okresu Znojmo (okresní přebor II. třídy) tvoří s ostatními skupinami II. třídy osmou nejvyšší fotbalovou soutěž v České republice. Hraje se každý rok od léta do jara se zimní přestávkou. Na konci ročníku nejlepší dva týmy postupují do I. B třídy Jihomoravského kraje (do skupiny B, zřídka i A nebo C) a dva nejhorší týmy sestoupí do III. třídy okresu Znojmo.

## Vítězové
| Ročník    | Vítězný tým                           |
| --------- | ------------------------------------- |
| 1962/1963 | TJ Sokol Oblekovice                   |
| 1963–1968 | ...                                   |
| 1968/1969 | TJ Slavoj Moravský Krumlov            |
| 1969–1973 | ...                                   |
| 1973/1974 | TJ Sokol Oblekovice                   |
| 1974/1975 | TJ Družstevník Miroslav               |
| 1975/1976 | TJ HM Moravský Krumlov                |
| 1976–1981 | ...                                   |
| 1981/1982 | TJ Sokol Oblekovice                   |
| 1982/1983 | TJ Moravský Krumlov                   |
| 1983–1986 | ...                                   |
| 1986/1987 | TJ Nový Šaldorf                       |
| 1987/1988 | TJ Sokol Únanov                       |
| 1988/1989 | ...                                   |
| 1989/1990 | ...                                   |
| 1990/1991 | TJ Horní Kounice                      |
| 1991/1992 | TJ Slup                               |
| 1992/1993 | TJ Moravský Krumlov                   |
| 1993/1994 | TJ Nový Šaldorf                       |
| 1994/1995 | TJ Sokol Únanov                       |
| 1995–1998 | ...                                   |
| 1998/1999 | FC Moravský Krumlov                   |
| 1999/2000 | Fotbal Jevišovice                     |
| 2000/2001 | ...                                   |
| 2001/2002 | TJ Horní Kounice                      |
| 2002/2003 | TJ Hatě                               |
| 2003/2004 | TJ Moulin Rouge Znojmo                |
| 2004/2005 | TJ Družstevník Hostěradice            |
| 2005/2006 | TJ Sokol Dobšice                      |
| 2006/2007 | TJ Družstevník Hostěradice            |
| 2007/2008 | SK Sokol Jaroslavice                  |
| 2008/2009 | FK Práče                              |
| 2009/2010 | A.S.A. ES Únanov                      |
| 2010/2011 | TJ Sokol Tasovice „B“                 |
| 2011/2012 | FK Inzert Expres Znojmo               |
| 2012/2013 | TJ Jezeřany-Maršovice                 |
| 2013/2014 | SK Chvalovice                         |
| 2014/2015 | TJ Sokol Přímětice                    |
| 2015/2016 | TJ Sokol Hevlín                       |
| 2016/2017 | TJ Mikulovice                         |
| 2017/2018 | TJ Jezeřany-Maršovice                 |
| 2018/2019 | SK Sokol Jaroslavice (odmítl postup)  |
| 2019/2020 | TJ Sokol Dobšice „B“ (neúplný ročník) |
| 2020/2021 | TJ Sokol Božice (neúplný ročník)      |